# Classe Karlsruhe
La classe Karlsruhe fu una classe di incrociatori leggeri della Kaiserliche Marine tedesca, composta da due unità entrate in servizio nel 1914.
Entrambe le unità servirono nel corso della prima guerra mondiale durante la quale andarono entrambe perdute. La capoclasse SMS Karlsruhe fu sorpresa dallo scoppio delle ostilità nell'agosto 1914 mentre incrociava nelle acque del mar dei Caraibi, dove si mise subito a operare contro il traffico commerciale nemico; l'incrociatore affondò sedici mercantili e riuscì più volte a sfuggire alla caccia degli squadroni nemici, ma il 4 novembre 1914 saltò in aria e si inabissò mentre era in navigazione al largo dell'isola di Trinidad, a causa di un'esplosione accidentale nel suo deposito delle munizioni.
La seconda unità, il SMS Rostock, servì nelle acque di casa in forza alla Hochseeflotte, come unità di scorta agli incrociatori da battaglia del I. Aufklärungsgruppe; in questa veste il Rostock partecipò a diverse azioni, come la battaglia di Dogger Bank il 24 gennaio 1915 e i bombardamenti contro la costa orientale dell'Inghilterra. Tra il 31 maggio e il 1º giugno 1916 il Rostock prese parte alla battaglia dello Jutland, il maggior scontro navale della guerra; durante i feroci scontri notturni che accompagnarono la ritirata della flotta tedesca verso le sue basi, il Rostock fu silurato e gravemente danneggiato da un cacciatorpediniere britannico: la nave fu quindi evacuata dall'equipaggio e autoaffondata perché non cadesse in mano al nemico.

## Caratteristiche

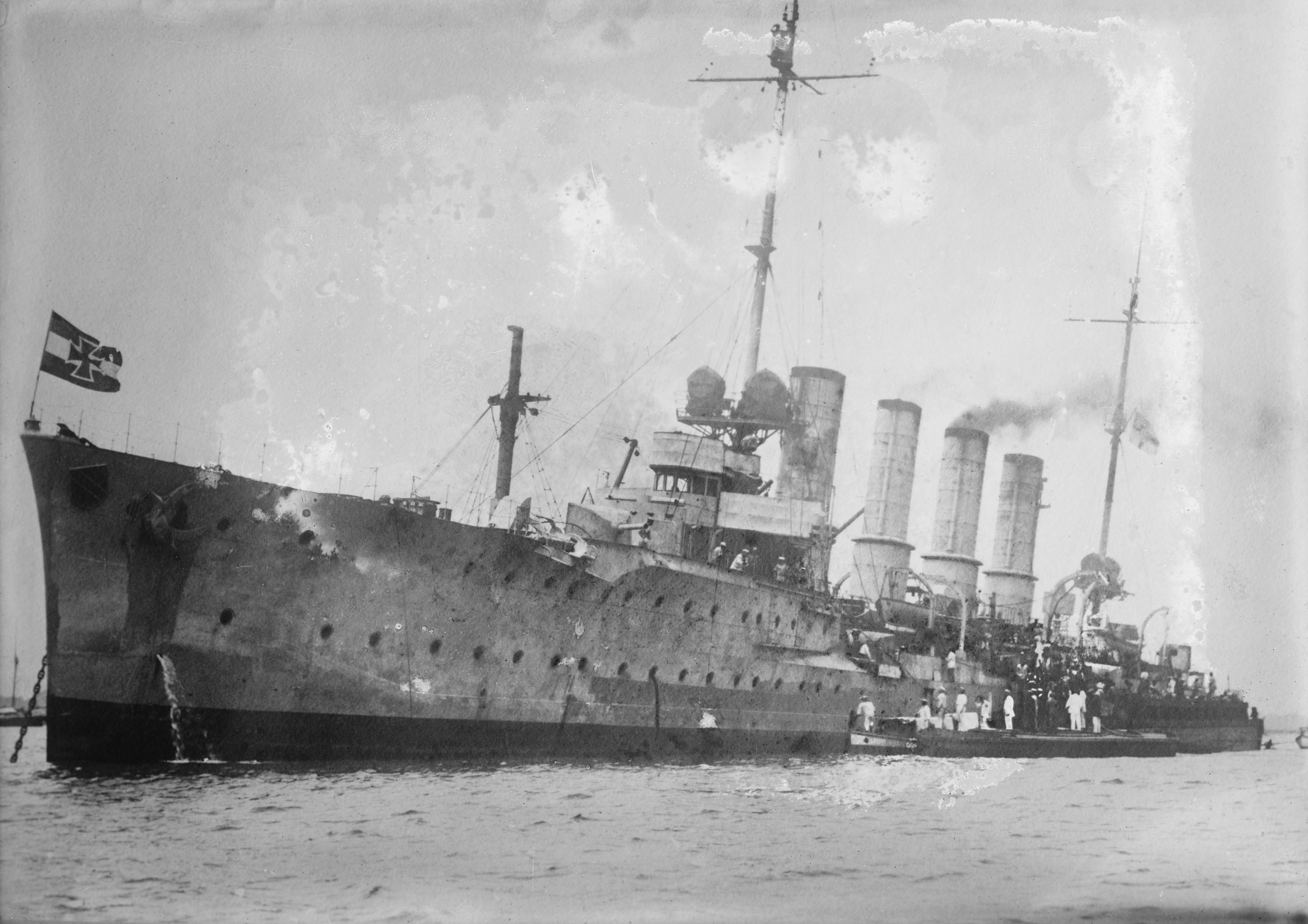
Il Karlsruhe nell'agosto 1914 mentre si rifornisce di carbone a San Juan

Il progetto dei Karlsruhe fu elaborato nel corso del 1910, prevedendo essenzialmente una versione migliorata e potenziata della precedente classe di incrociatori della Kaiserliche Marine, la classe Magdeburg. Rispetto ai precedenti, i Karlsruhe erano più veloci e più larghi, con una prua più arcuata e un dislocamento maggiore, ma l'armamento e lo spessore della corazzatura erano identici ai Magdeburg.
Lo scafo dei Karlsruhe era lungo alla linea di galleggiamento 139 metri e lungo fuori tutto 142,2 metri, per una larghezza di 13,7 metri e un pescaggio di 5,38 metri a prua e 6,2 metri a poppa; il dislocamento standard di progetto ammontava a 4.900 tonnellate, cifra che saliva a 6.191 tonnellate con la nave a pieno carico. Lo scafo fu costruito con telai longitudinali in acciaio e comprendeva quindici compartimenti a tenuta stagna e un doppio fondo esteso per il 45% della lunghezza della chiglia. Le navi avevano un equipaggio di 18 ufficiali e 355 sottufficiali e marinai, e le dotazioni di bordo comprendevano una scialuppa di picchetto, una chiatta, un cutter, due iolle e due scialuppe. Il giudizio degli ufficiali tedeschi fu che i Karlsruhe erano nel complesso buone navi, seppur affette da una severa deriva e da una forte tendenza a sterzare in caso di navigazione con il mare grosso; le navi erano manovrabili ma lente nelle virate, e con il mare mosso preso di prua si registrava una perdita di velocità del 60%. L'altezza metacentrica ammontava a 0,79 metri.

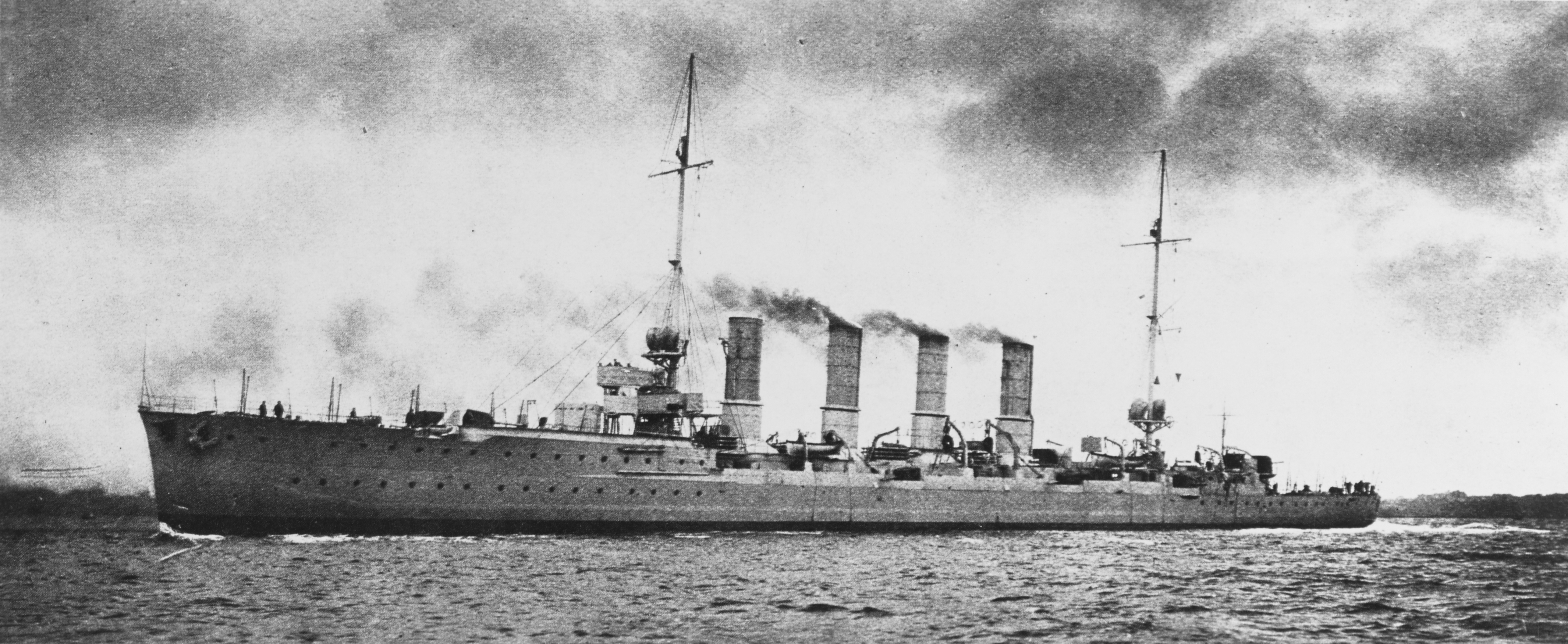
Il Rostock in navigazione

Sia il Karlsruhe che il Rostock erano propulsi da due turbine a vapore tipo Marine, ciascuna delle quali azionava un albero motore e un'elica a tre pale da 3,5 metri di diametro; ciascuna turbina era alloggiata in un'apposita sala macchine. Il vapore era fornito da quattordici caldaie a tubi d'acqua, di cui dodici alimentate a carbone e due alimentate a olio combustibile, suddivise in cinque sale caldaia; i fumi di scarico erano convogliati in quattro fumaioli. In base al progetto, il sistema propulsivo era capace di una potenza di 26.000 shp (19.000 kW) e di una velocità massima di 27,8 nodi (51,5 km/h), ma alle prove in mare entrambe le unità fecero registrare valori più alti: il Karlsruhe fece registrare una potenza di 37.885 shp (28.251 kW) e una velocità massima di 28,5 nodi (52,8 km/h), il Rostock segnò una potenza di 43.628 shp (32.533 kW) e una velocità massima di 29,3 nodi (54,3 km/h). Di progetto i depositi delle unità potevano ospitare 400 tonnellate di carbone e 70 tonnellate di olio combustibile, incrementabili fino a 1.300 tonnellate e 200 tonnellate rispettivamente sfruttando i volumi interni dello scafo; l'energia elettrica a 220 volt era fornita da due turbo generatori da 240 e 200 kW rispettivamente.
L'armamento di artiglieria dei Karlsruhe consisteva in dodici cannoni 10,5 cm SK L/45, calibro standard di tutte le classi di incrociatori leggeri tedeschi del periodo, installati in postazioni singole: due pezzi erano collocati fianco a fianco sul cassero di prua, altrettanti sempre affiancati sul cassero di poppa, e otto lungo le fiancate quattro per lato. I cannoni erano capaci di un'elevazione massima di +30° ed erano accreditati di una gittata massima di 12.700 metri; la dotazione comprendeva 1.800 colpi da 10,5 mm, 150 per cannone. Le navi erano inoltre dotate di due tubi lanciasiluri da 500 mm con cinque siluri ciascuno installati lungo e fiancate, e potevano imbarcare e rilasciare fino a 120 mine navali.
La corazzatura, identica ai precedenti Magdeburg, consisteva in una cintura corazzata che correva lungo la linea di galleggiamento, spessa 60 mm a centro nave fino ad assottigliarsi a 18 mm a prua; la poppa non era corazzata. Il ponte era protetto da uno strato di corazza spesso 60 mm nella parte centrale e 20 mm alle estremità, con un'armatura curva spessa 40 mm che collegava il ponte corazzato alla cintura corazzata. La torre di comando era protetta da una corazzatura spessa 100 mm sulle fiancate e 20 mm sul tetto.

## Unità
| Nome          | Costruttore                  | Impostazione | Varo             | Entrata in servizio | Destino finale |
| ------------- | ---------------------------- | ------------ | ---------------- | ------------------- | --- |
| SMS Karlsruhe | Germaniawerft                | 1911         | 11 novembre 1912 | 15 gennaio 1914     | affondato il 4 novembre 1914 al largo di Trinidad a causa di un'esplosione interna.                                                           |
| SMS Rostock   | Howaldtswerke-Deutsche Werft | 1911         | 12 novembre 1912 | 4 febbraio 1914     | autoaffondato dall'equipaggio il 1º giugno 1916 a seguito dei danni patiti in un siluramento nelle fasi finali della battaglia dello Jutland. |